# Апниси
Апниси (груз. აფნისი) — село в Грузии, на территории Карельского муниципалитета края (мхаре) Шида-Картли.

## География
Село находится в центральной части Грузии, к югу от реки Куры, на расстоянии приблизительно 3 километров (по прямой) к югу от города Карели, административного центра муниципалитета. Абсолютная высота — 749 метров над уровнем моря.

## Население
По результатам официальной переписи населения 2014 года в Апниси проживало 29 человек (13 мужчин и 16 женщин). В национальной структуре населения грузины составляли 100 %.
| Год  | Население, человек |
| ---- | ------------------ |
| 2002 | 55                 |
| 2014 | ↘ 29               |